# 735 Marghanna
735 Marghanna је астероид главног астероидног појаса. Приближан пречник астероида је 74,32 ,
а средња удаљеност астероида од Сунца износи 2,728 астрономских јединица (АЈ).
Инклинација (нагиб) орбите у односу на раван еклиптике је 16,884 степени, а орбитални период износи 1646,509 дана (4,507 године). Ексцентрицитет орбите астероида износи 0,322.
Апсолутна магнитуда астероида износи 9,55 а геометријски албедо 0,048.
Астероид је откривен 9. децембра 1912. године.